# Coenobita violascens
Coenobita violascens (лат.) — вид десятиногих раков из семейства Coenobitidae надсемейства раков-отшельников (Paguroidea). Обитает в Индонезии, на Никобарских островах, в Таиланде, Камбодже, Филиппинах и Танзании. Тропический вид. Встречаются в прибрежной полосе, где питаются животной и растительной пищей. Охранный статус вида не оценивался, он безвреден для человека и не является объектом промысла.